# Romain Sato
Romain Guessagba-Sato-Lebel (ur. 2 marca 1981 w Bimbo) – środkowoafrykański koszykarz, występujący na pozycjach rzucającego obrońcy lub niskiego skrzydłowego, reprezentant kraju.
W 2004 zaliczył camp dla weteranów Detroit Pistons, a w kolejnym roku minicamp Chicago Bulls. Przez kilka lat występował w rozgrywkach letniej ligi NBA. W 2004 (Rebook Rocky Mountain Revenue, Southern California Summer Pro League) reprezentował w Salt Lake City i Long Beach San Antonio Spurs, rok później w Minneapolis (Minnesota Summer League) Indianę Pacers, następnie (2006 – Toshiba Vegas Summer League) Phoenix Suns w Las Vegas.

## Osiągnięcia
Na podstawie, o ile nie zaznaczono inaczej.
NCAA
- Uczestnik rozgrywek:
  - Elite 8 turnieju NCAA (2004)
  - turnieju NCAA (2001–2004)
- Mistrz:
  - turnieju konferencji Atlantic 10 (2002, 2004)
  - sezonu regularnego konferencji Atlantic 10 (2002, 2003)
- Zaliczony do:
  - I składu:
    - Atlantic 10 (2003, 2004)
    - turnieju Atlantic 10 (2002, 2004)
    - defensywnego Atlantic 10 (2002–2004)

  - II składu Atlantic 10 (2002)
- Lider Atlantic 10 w:
  - skuteczności rzutów za 3 punkty (2002 – 41,4%)
  - liczbie oddanych rzutów za 3 punkty (2003 – 247)

Drużynowe
- Mistrz:
  - Euroligi (2011)
  - Eurocup (2014)
  - Hiszpanii (2017)
  - Włoch (2007–2010)
  - Grecji (2011)
- Wicemistrz Eurocup (2017)
- Zdobywca:
  - pucharu:
    - Włoch (2009, 2010)
    - Grecji (2012)
    - Turcji (2013)

  - superpucharu:
    - Hiszpanii (2017)
    - Włoch (2007–2009)
- Finalista pucharu:
  - Grecji (2011)
  - Hiszpanii (2017)

Indywidualne
- MVP:
  - ligi włoskiej (2010)
  - Superpucharu Włoch (2009)
  - kolejki Euroligi (12 – 2007/2008, 3, 6 – TOP 16 – 2009/2010)
  - I meczu play-off Euroligi (2009)
- Zaliczony do I składu ligi ACB (2014)

Reprezentacja
- Uczestnik:
  - mistrzostw Afryki (2001 – 9. miejsce, 2003 – 5. miejsce, 2009 – 6. miejsce)
  - afrykańskich kwalifikacji do mistrzostw świata (2017 – 8. miejsce)
- Zaliczony do I składu mistrzostw Afryki (2009)
- Lider w zbiórkach mistrzostw Afryki (2001 – 10)